# Mahnmal für die Opfer der Novemberpogrome 1938 (Bremen)

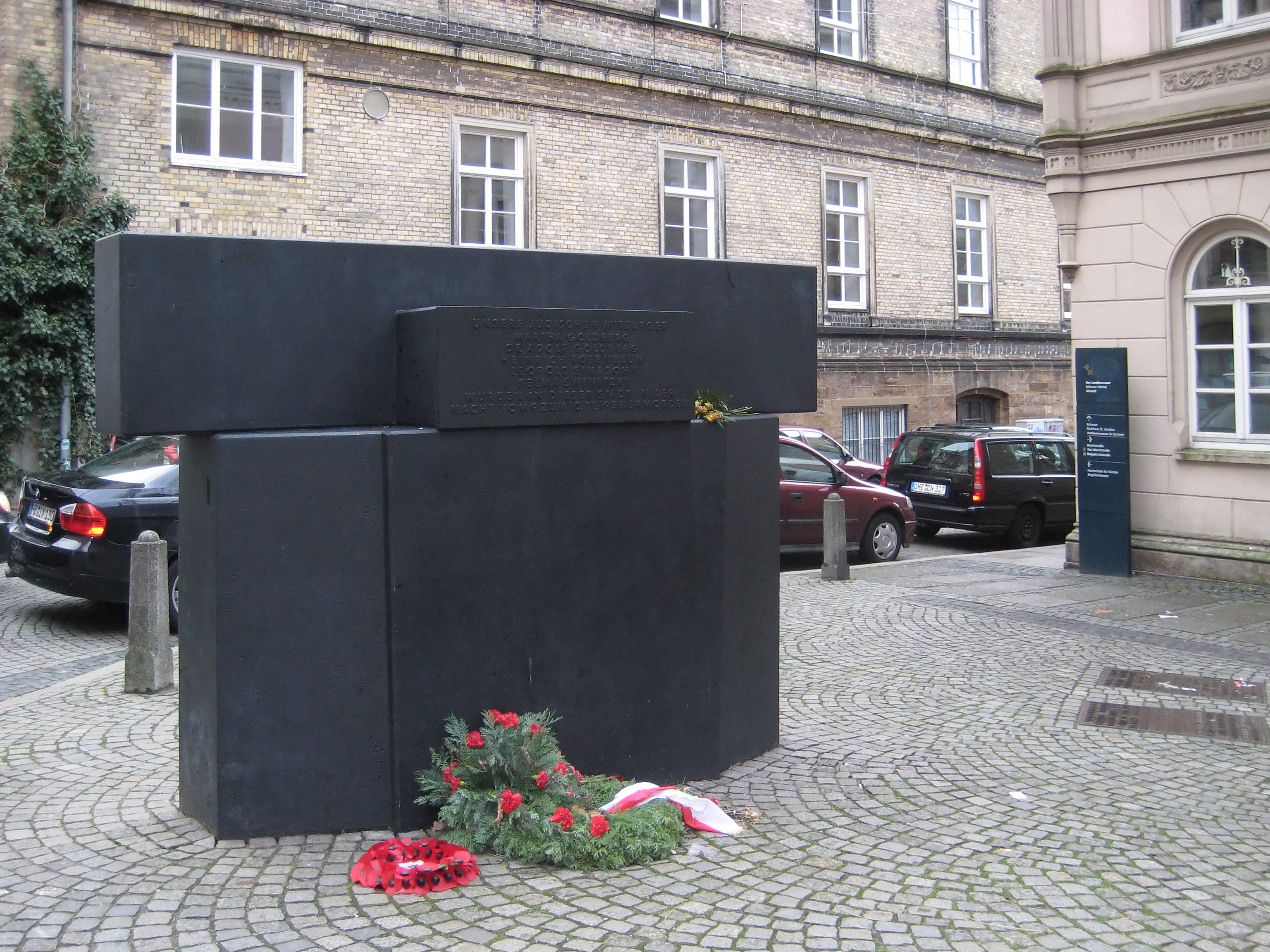
Mahnmal für die Opfer

Das Mahnmal für die Opfer der Novemberpogrome 1938, bei denen in Bremen fünf jüdische Bürger von den Nationalsozialisten ermordet wurden, steht seit 1982 in Nähe des Gebäudes Landherrnamt in Bremen-Mitte an der Dechanatstraße/Ecke Am Landherrnamt. Das Mahnmal wurde von Hans D. Voss entworfen und besteht aus schwarz gestrichenen, tafelartigen Betonkuben.

## Die Novemberpogrome 1938 in Bremen
Am 9. und 10. November 1938 wurden bei den vom nationalsozialistischen Regime zentral organisierten und gelenkten Gewaltmaßnahmen gegen Juden in Deutschland und Österreich auch in Bremen zahlreiche Gewalttaten bis hin zu mehreren Morden gegangen. So wurde unter anderem die Synagoge in der Gartenstraße (im Schnoorviertel, heute Kolpingstraße) von SA-Leuten in Brand gesetzt – während die Feuerwehr nur die Nachbarhäuser schützte – und das jüdische Gemeindehaus daneben geplündert, ebenso wie die Vegesacker Synagoge und ein Bethaus an der Sebaldsbrücker Heerstraße. Der jüdische Friedhof in Hastedt wurde verwüstet und viele jüdische Gräber geschändet. Die SA plünderte und zerstörte zum Teil auch Geschäfte und Privathäuser jüdischer Eigentümer und verhaftete die Mehrheit der männlichen Bürger jüdischer Herkunft. Mehr als 160 von ihnen wurden in der Nacht zunächst auf dem Schulhof des Alten Gymnasiums an der Dechanatstraße zusammengetrieben und nach eintägiger Inhaftierung im Zuchthaus Bremen über Oranienburg in das KZ Sachsenhausen abtransportiert, wo sie einige Wochen festgehalten wurden. Viele von ihnen kamen später im Zuge der systematischen Ermordung jüdischer Bürger durch das NS-Regime in den Vernichtungslagern ums Leben.
Fünf Personen wurden in der Bremer Pogromnacht ermordet: der Obermonteur Leopold Sinasohn in Platjenwerbe nahe Bremen-Nord, sowie in der Stadt Bremen der Sanitätsrat Adolph Goldberg und seine Frau Martha in Burgdamm, der Kleinhändler Heinrich Rosenblum in der Neustadt und Selma Zwienicki, die Frau eines Fahrradhändlers in der Hohentorstraße. Diese ziellos und willkürlich verübten Taten wurden erst nach 1945 verfolgt und mit mäßigen Haftstrafen gesühnt.

## Das Denkmal

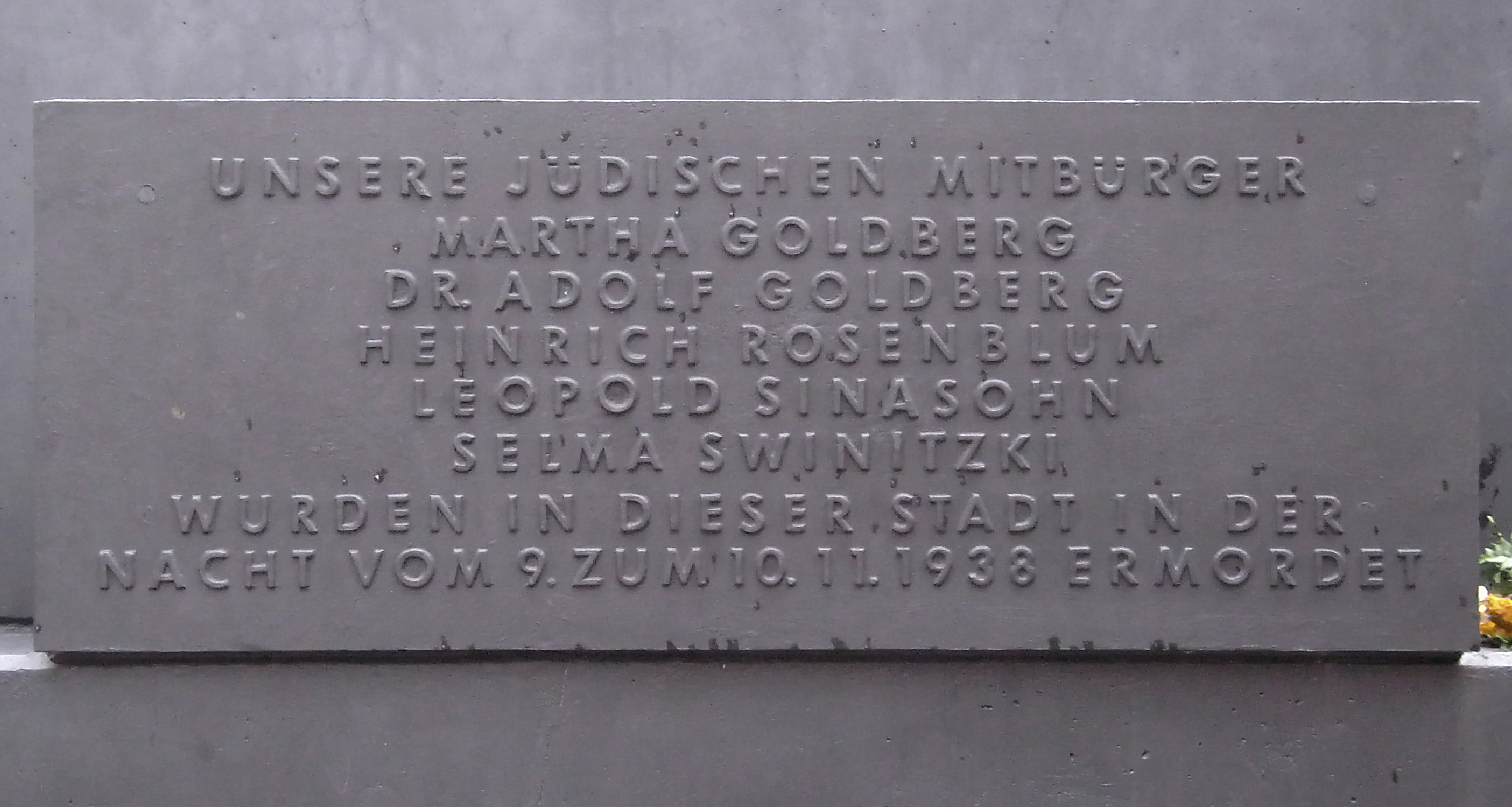
Gedenktafel an dem Mahnmal

Die Errichtung des Mahnmals geht auf eine private Initiative zurück. Das Projekt „Gedenkstätte Reichskristallnacht“ fand 1978 die Zustimmung der Bremischen Bürgerschaft und der Senat sagte seine Unterstützung zu. Der daraufhin 1980 gegründete Verein Gedenkstätte Reichskristallnacht e. V. unter Leitung des Kaufmanns Dirk Heinrichs und des Architekten Fritz Busse sorgte für eine Spendensammlung und einen Künstlerwettbewerb. Dessen Gewinner war der Informel-Künstler Hans Dieter Voss (1926–1980) mit der Idee, den Platz vor dem Gebäude Landherrnamt, also unweit vom Ort der ehemaligen Synagoge und des Alten Gymnasiums, mit dem schlichten, wandartigen Monument aus übereinandergesetzten Kuben abzuschließen. Durch den Tod des Künstlers verzögert, wurde das Mahnmal erst am 24. Februar 1982 fertiggestellt.
Das Mahnmal trägt eine Gedenktafel mit folgender Inschrift:
| UNSERE JÜDISCHEN MITBÜRGER MARTHA GOLDBERG DR. ADOLF GOLDBERG HEINRICH ROSENBLUM LEOPOLD SINASOHN SELMA SWINITZKI WURDEN IN DIESER STADT IN DER NACHT VOM 9. ZUM 10.11.1938 ERMORDET |

Goldberg und seine Frau wurden zudem in Burglesum durch einen Gedenkstein und – gegen den Protest des Einzelhandels – eine Platzbenennung geehrt.